# Amelia Earhart (film)
Amelia Earhart – kanadyjsko-amerykański dramat biograficzny z 2009 w reżyserii Miry Nair. Scenariusz oparto na powieści The Sound of Wings Mary S. Lovell oraz biograficznej książce East to the Dawn Susan Butler.

## Fabuła
Biopic opowiada o życiu Amelii Earhart (Hilary Swank), której fascynacją było lotnictwo. Bohaterka filmu była pierwszą kobietą, której udało się pokonać Ocean Atlantycki drogą powietrzną. Earhart zyskała wielką sławę, stając się ulubienicą mieszkańców Ameryki. Mimo tego do końca życia kochała ona ryzyko.

## Obsada
- Hilary Swank – Amelia Earhart
- Richard Gere – George Putnam
- Ewan McGregor – Gene Vidal
- Christopher Eccleston – Fred Noonan
- Joe Anderson – Bill Stultz
- Aaron Abrams – Slim Gordon
- Dylan Roberts – Leo Bellarts
- James Byron – Charlie
- Marina Stone – kobieta z wyższych sfer
- William Cuddy – Gore Vidal
- Ryann Shane – młoda Amelia
- Jeffrey Knight – Thompson
- Scott Anderson – reporter na paradzie
- Mia Wasikowska – Elinor Smith
- Cherry Jones – Eleanor Roosevelt

## Nagrody
- Nagrody i nominacje – lista nagród w bazie IMDb (ang.) - www.IMDb.com